# Cantharidine

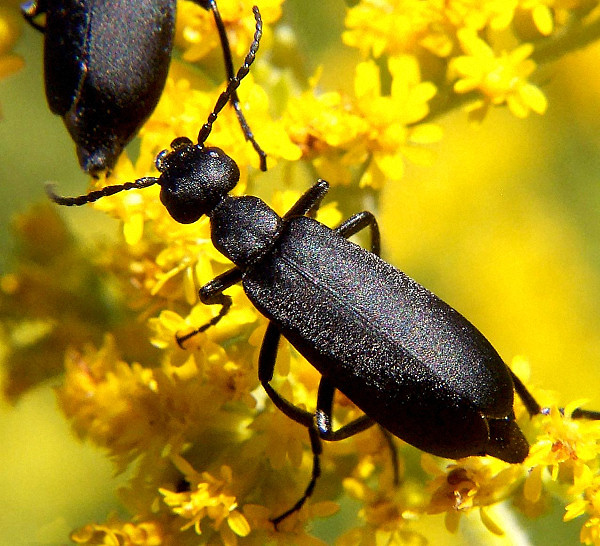
De zwarte oliekever Epicauta pennsylvanica

Cantharidine is een lipide toxine dat uitgescheiden wordt door veel soorten oliekevers en vooral bekend is van de Lytta vesicatoria (Spaanse vlieg). De mannelijke oliekever draagt cantharidine over aan het vrouwtje tijdens de paring. Na de paring bedekt de vrouwelijke kever de eitjes ermee, dit dient als afweermechanisme tegen nestrovers. 
Cantharidine is erg bekend als afrodisiacum. Als Spaanse vlieg worden cantharidine bevattende gemalen oliekevers in poedervorm of als drank verkocht ter verbetering van de seksuele potentie. Deze kevers bevatten 0,5 tot 1% cantharidine. Bij gebruik van dergelijke producten irriteert cantharidine de urineleider, zodat meer bloed naar de schaamstreek stroomt. Dit maakt het inderdaad makkelijker om een erectie te krijgen. Deze stimulatie of irritatie kan ervaren worden als erotische stimulatie, met echter als belangrijk nadeel dat de effectieve dosering zeer dicht ligt bij een dodelijke dosering. Veel gebruikers zijn reeds overleden na gebruik ervan.
Wanneer een hogere dosis cantharidine wordt ingeslikt kan dat irritaties aan de urineweg veroorzaken bij het plassen, wat leidt tot zwelling van de geslachtsdelen. Dit kan priapisme veroorzaken, een schadelijke conditie bij mannen waarbij een erectie meer dan 4 uur aanhoudt.
Het complete mechanisme van de biosynthese is nu nog onbekend. Cantharidine werd in 1810 voor het eerst geïsoleerd door de Franse scheikundige Pierre Robiquet.

## Structuur en reactiviteit
Cantharidine wordt gesynthetiseerd door oliekevers en wordt in de medische wereld gebruikt. Bij kamertemperatuur is het een kleurloze en geurloze vaste stof, gestapeld volgens een orthorombisch kristalrooster.
Cantharidine heeft een skelet van epoxyisobenzofuran, het molecuul is een terpenoïde en het is net als de meeste terpenoïdes lipofiel.
Er zijn verschillende plekken waar reacties kunnen plaatstvinden op het molecuul:
- De beide koolstofatomen 0 en 2 hebben een δ+, hierop kan een nucleofiele aanval plaatsvinden.
- De zuurstoffen 1 en 9 kunnen worden aangevallen, wat leidt tot een ringopening.
- Cantharidine is een specifieke eiwitfosfatase 1 en 2a inhibitor.

## Biosynthese

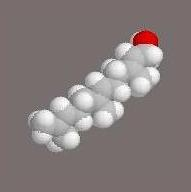
Farnesol

Onder de insecten wordt cantharidine geproduceerd door de mannetjes en overgedragen aan de vrouwtjes tijdens de paring. De vrouwtjes bedekken hun eitjes met de stof als een verdedigingsmechanisme. Het complete mechanisme van de biosynthese van cantharidine is op dit moment nog niet bekend, maar men is er vrij zeker van dat het reacties impliceert met als eerste bestanddeel een terpeenalcohol.
Farnesol ((E,E)-3,7,11-trimethyldodeca-2,6,10-trieen-1-ol), te zien op de afbeelding, is een sesquiterpeenalcohol. Het is een intermediar in de biosynthese van isoprenoïdes.
Farnesol is veelvoorkomend in de natuur. Veel natuurlijke geurstoffen, zoals die van Ylang-ylang, bevatten dit molecuul.
De volgende afbeelding laat afsplitsingen en inserties van zuurstof in een specifieke conformatie van farnesol zien. Dit zal leiden tot de vorming van cantharidine.

## Werkingsmechanisme
Cantharidine en norcantharidine, een gedemethyleerd cantharidinederivaat, zijn remmers van protein phosphatase 1 (PP1) en protein phosphatase 2A (PP2A). Fosfatases spelen onder andere een rol in apoptose, signaaltransductiepaden, de voortgang van de celcyclus, het glucosemetabolisme en transport van calcium.
Cantharidine blokkeert de fosforylase en fosfatase in het lever-, spier- en huidcytosol van muizen bij 5000 nM, waar 110-250 nM genoeg is om de enzymfunctionaliteit te halveren. Ongeveer de helft van deze enzymen in het hersencytosol is gevoelig voor inhibitie, naar een halfwaarde bij 80 nM en geen verdere afname bij zelfs 5000 nM. Ook veroorzaakt cantharidine cellulaire vesikels in de huid doordat het de oxidatieve fosforylering verstoort.
Huidcontact met cantharidine of met de oliekever zelf zorgt voor een huidziekte die gekenmerkt wordt door een grote hoeveelheid blaren. Deze huidziekte ontstaat binnen een paar uur na blootstelling aan het toxine. Cantharidine wordt geabsorbeerd door het lipidemembraan van huidcellen, waar het neutrale serineproteases (enzymen die andere eiwitten afbreken) activeert. Dat leidt tot afbraak van desmosomen (organellen die zorgen voor contact tussen twee cellen onderling, net als plasmodesma bij planten).
Uiteindelijk zorgt dat voor blaarvorming in de epidermis, wat normaliter geneest zonder littekenvorming.
Cantharidine heeft tijdens experimenten in vitro laten zien dat het een goede vasoconstrictor (stof die zorgt voor vernauwing van de bloedvaten)is en een positieve inotroop (versterkt de samentrekkingskracht van de spieren) in hartweefsel. Dat suggereert dat minder toxische derivaten een goede basis voor een hartmedicijn kunnen vormen.

## Toxiciteit

### Gevaar voor mensen
Cantharidine is een dodelijk gif bij inname, de dodelijke dosis varieert rondom 30 milligram, maar kan variëren afhankelijk van omgevingsfactoren en genetische verschillen. Een dosis van slechts 10 mg is fataal gebleken, terwijl een patiënt die een dosis van 175 mg binnenkreeg met ernstige verschijnselen te maken kreeg, maar wel overleefde.
Door de vele mogelijke bijwerkingen is het bij de gemiddelde dermatoloog bekend als 'probleemdrug'.
Inname van wrattenverwijderaar kan leiden tot aften en hartritmestoornissen waaronder sinustachycardie, sinusbradycardie en T-golfinversie.
Toxiciteit kan zich uiten na blootstelling aan de huid of na consumptie. De huid is erg gevoelig voor deze stof, want in een groot aantal gevallen levert blootstelling blaren op. Contact met de huid veroorzaakt verder erytheemvorming, gevolgd door vesikelvorming binnen 24 uur.
Cantharidine kan bij orale inname zorgen voor braken, purgeren, duizeligheid, diarree, slikproblemen, bloedingen, tenesmus, maagklachten, shock, nierfalen en priapisme.
Neurologische effecten zijn vooral delier en eventuele coma, hoewel convulsies ook mogelijk zijn.
Cantharidinevergiftiging kan zich uiten door blaarvorming, hematurie, hartspierschade, necrose en afvlakking van het maag-darmstelsel.
Binnen 4 à 5 uur kan ook acantholyse, het loslaten van cellen, voorkomen.
Absorptie door slijmvliezen kan leiden tot ernstige buikgriep, nefritis en bewusteloosheid, mogelijk met dodelijk gevolg.
Bij contact met het oog kan cantharidine bindvliesontsteking, keratitis, iritis, conjunctivitis en oedeemvorming tot gevolg hebben.
Ernstige ontstekingen kunnen voorkomen bij patiënten met waterwratten.

### Gevaar voor dieren
Met name in de VS worden dieren vaak getroffen door cantharidinevergiftiging. Wanneer in de zomer de alfalfa in bloei staat, is dit een ideale leefomgeving voor de oliekevers. De alfalfa die in deze periode wordt geoogst zit vol met de kevers. Bovendien worden de kevers tegenwoordig in het hooi gevangen door gebruik van een nieuwe techniek. Zo kan het dus makkelijk gebeuren dat de veestapel de cantharidine uit de kevers binnenkrijgt.
Vooral paarden zijn erg gevoelig voor cantharidine, met een minimum lethale dosis van 1 mg per kg lichaamsgewicht. Zelfs 0,45 mg/kg is al dodelijk gebleken. Egels zijn juist weinig gevoelig voor cantharidine.
In een medium met succinaat of natrium D,L-beta hydroxybutyrate raakte het oxidatieve fosforyleringssysteem in de mitochondria van rattenlevers ontregeld.

## Medicinale werking

### Tegen wratten
Verdunde oplossingen van cantharidine worden al ten minste sinds 1970 gebruikt om wratten of tatoeages te verwijderen en laesies van waterwratten te behandelen. Het aanbrengen van een 0,7% cantharidine-oplossing op de wrat veroorzaakt een blaar. Als de blaar na een paar dagen uitgedroogd is zal de wrat loslaten. Binnen een week is de wond genezen en de wrat verdwenen.
Rond 1950 kwam cantharidine op de markt als anti-wrattenmiddel maar het werd in 1962 afgekeurd door de FDA vanwege productieregulaties. In het eerste decennium van de 21e eeuw is dit gebruik van cantharidine opnieuw geëvalueerd, waardoor het opnieuw op de markt is gekomen als een wrattenverwijderaar.
Normaal gesproken zou het behandelen van een wrat met cantharidine geen pijn moeten doen. De blaren die ontstaan kunnen wel oncomfortabel zijn. Bij enkele patiënten kan een ring met wratjes om de originele wrat ontstaan. Deze laatstgenoemde bijwerking kan net zo goed ontstaan bij behandelingen met een ander wrattenverwijderend middel. Er is een kans op complicaties wanneer het middel gebruikt wordt om wratten op de voetzolen te behandelen. Daarbij kwamen enkele meldingen van ontstekingen van de lymfevaten en cellulitis naar voren.

### Overige toepassingen
Cantharidine induceert apoptose. Hierdoor zou cantharidine mogelijk als kankerbestrijdend middel kunnen worden ingezet. In vitro blijkt cantharidine en derviaten daarvan de groei van cellen van diverse soorten kanker te remmen.